# Алі Абу Мухаммед
Аліасхаб Алібулатович Кебєков, він же Алі Абу-Мухаммад (1 січня 1972, с. Телетель Совєтського району ДАРСР, РРФСР, СРСР — 19 квітня 2015, с. Герей-Авлак, Буйнакського району Республіки Дагестан) — дагестанський ісламіст, 2-й амір самопроголошеної держави Імарат Кавказ, наступник Доку Умарова. Загинув у бою з російськими військовими.

## Біографія
Народився 1 січня 1972 року у селі Телетель Совєтського району Дагестанської АРСР (тепер Шамільського району республіки Дагестан). За національністю аварець. Обіймав посаду кадія (верховного шаріатського судді) в Вілаєта Дагестан, згодом — аналогічну посаду в цілому Імараті Кавказ. Входить до російського переліку чинних терористів та екстремістів.
Неодноразово закликав мешканців республіки Дагестан до джихаду, до непокори федеральній та місцевій владі, до збройного спротиву. За рішенням Совєтського міськрайонного суду Махачкали був оголошений у розшук за звинуваченням в організації та участі у незаконному збройному формуванні.
У квітні 2012 року за участь в незаконних збройних формуваннях був оголошений у федеральний розшук. Був включений в список терористів держдепартаменту США і потрапив в міжнародний розшук за серію злочинів терористичного характеру. 23 березня 2015 року проти нього було запроваджено санкції з боку США і ООН, всі країни-члени якої були зобов'язані заморозити всі його активи, що знаходяться в їх юрисдикції, також була введена заборона на його переміщення по їх території і на поставки йому зброї з їхнього боку.
16 березня 2014 р. через поширений в інтернеті аудіозапис повідомив про смерть верховного аміра Імарату Кавказ Доку Умарова. Аліасхаб Кебєков висунув кандидатуру «брата Асламбека» на вакантну посаду верховного аміра. Однак 18 березня 2014 р. на сайтах, пов'язаних з підпіллям, була оприлюднена інформація, що рішенням амірів вілаєтів Імарату Кавказ верховним аміром обраний Алі Абу-Мухаммед (Аліасхаб Кебєков). У відеозверненні Алі Абу-Мухаммед заявив, що бере на себе відповідальність верховного аміра. За словами Алі Абу-Мухаммеда, його кандидатура була схвалена радою (шурою) з шести людей, що складається з амірів чотирьох вілаєтів, кадія (яким був сам Алі Абу-Мухаммед) та аміра фронту.
19 квітня, співробітники МВД та НАК РФ запровадили режим контртерористичної операції у селищі Герей-Авлак, що у передмісті Буйнакська. Російські силовики блокували дім, де знаходились бійці Імарату Кавказ. Під час перемовин з дому були виведені діти, після чого почався штурм. Під час штурму стався обвал будинку. У МВД РФ заявили, що в бою було знищено 3 повстанців, серед яких може бути й лідер Імарату Кавказ (верховний амір Абу Мухаммад). З настанням темряви активну фазу спецоперації було вирішено відкласти до ранку. 20 квітня почався розбір завалів, під час якого повстанці відкрили вогонь з підземного бункеру. Бій поновився і тривав ще деякий час.
20 квітня 2015 року, опівдні, підтвердилась раніше поширена у ЗМІ інформація про ліквідацію співробітниками МВД та НАК лідера кавказького підпілля Абу Мухаммада (Аліасхаба Кебєкова).

## Погляди
28 червня 2014 року на відеосервісі YouTube з'явився відеоролик, у якому Алі Абу-Мухаммед заявив, що нанесення шкоди життю та майну цивільних є неприпустимим. За його словами ціллю повстанців Імарату Кавказ є виключно представники силових міністерств та відомств. Він також закликав бійців підпілля, за можливості, відмовитись від самопідривів, окремо наголосивши на забороні участі жінок у подібного роду акціях.